# Monzingen
Monzingen település Németországban, Rajna-vidék-Pfalz tartományban. Lakosainak száma 1534 fő (2023. december 31.). Monzingen Nußbaum, Bad Sobernheim, Merxheim, Meddersheim, Auen, Langenthal és Weiler bei Monzingen községekkel határos.

## Népesség
A település népességének változása:
| Lakosok száma | 1521 | 1583 | 1568 | 1541 | 1558 | 1534 |
|               | 1975 | 2017 | 2019 | 2021 | 2022 | 2023 |